# 白松篤樹

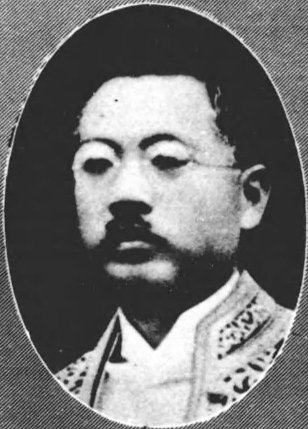
白松篤樹

白松 篤樹（しらまつ あつき、1894年（明治27年）7月21日 - 1941年（昭和16年）7月9日）は、日本の内務官僚。官選大分県知事。旧名・喜久代、1932年6月に「篤樹」と改名。

## 経歴
静岡県出身。白松六治郎の三男として生まれる。第一高等学校を卒業。1917年10月、文官高等試験行政科試験に合格。1919年7月、東京帝国大学法学部法律学科（英法）を卒業。内務省に入省し内務属となる。
1920年11月、大分県理事官・内務部地方課長に就任。以後、大阪府理事官、臨時震災救護事務局事務官、大阪府地方事務官、復興局事務官・整地部施業課勤務、同局書記官・経理部会計課長、内務事務官兼同書記官、警保局図書課長、衛生局医務課長、大臣官房都市計画課長を歴任。
1936年4月、大分県知事に就任。結核療養所・繭検定所・少年救護院の新設、取締船建造など、特に衛生保健関係の施策に尽力。1937年7月、眼病のため休職となった。
1941年7月、死去。

## 著作
- 『警察行政・衛生行政』〈自治行政叢書;第8巻〉常磐書房、1935年。※「警察行政」は宮野省三が担当。